# Cuadrilla de Cañizal

Cuadrilla de Cañizal en el Partido de Villadiego al noroeste de la provincia

La Cuadrilla de Cañizal es una comarca de la provincia de Burgos en Castilla y León (España). Se sitúa al este de la provincia y está recorrida de norte a sur por el río Fresno, afluente por la margen izquierda del Pisuerga . 

## Subcomarca
Los seis lugares que lo componen pertenecen actualmente a los municipios de Sotresgudo (4) y Melgar de Fernamental (2) como consecuencia del proceso de fusión de municipios del último tercio del siglo XX parejo a la fuerte despoblación sufrida en el medio rural.

## Historia
En el Partido de Villadiego, uno de los catorce que formaban la Intendencia de Burgos, durante el periodo comprendido entre 1785 y 1833, en el Censo de Floridablanca de 1787

### Lugares
Jurisdicción de señorío siendo su titular el Duque de Frías.
- Barrio de San Felices, de señorío, alcalde pedáneo.
- Cañizal junto Amaya, de señorío, alcalde pedáneo.
- Quintanilla de Riofresno, de señorío, alcalde pedáneo.
- Santa María de Ana Núñez, de señorío, alcalde pedáneo.
- Sotabellanos, de señorío, alcalde pedáneo.
- Tagarrosa, de señorío, alcalde pedáneo.

## Demografía
En el año 2006 contaba la comarca con solo 249 habitantes, correspondiendo 73 a Cañizal. Corresponden 179 al municipio de Sotresgudo y 36 al de Melgar.